# Peripsocus pauliani
Peripsocus pauliani är en insektsart som beskrevs av André Badonnel 1949. Peripsocus pauliani ingår i släktet Peripsocus och familjen sorgstövsländor. Inga underarter finns listade i Catalogue of Life.